# L'OuvreTemps
L'OuvreTemps est un album de la série de bande dessinée Valérian et Laureline créée par Pierre Christin, scénariste, Jean-Claude Mézières, dessinateur et Évelyne Tranlé, coloriste, paru le 22 janvier 2010.
L'album clôt le dernier cycle mais aussi l'ensemble de la série.

## Synopsis
Cet ultime album met fin à la quête des héros pour retrouver l'Âge d'or de la Terre. Valérian et Laureline y réunissent tous leurs amis rencontrés au long de la saga. Et leur alliance affronte, dans un dernier combat, tous leurs adversaires. 
Ils retrouvent alors la Terre de Galaxity telle qu'elle était, inchangée. Le Superintendant envoie Valérian et Laureline sur de nouvelles missions, mais séparément. Déçus par cette prochaine séparation, ils retrouvent Xombul dans son habituel fatras d'objets d'autres siècles. En reconnaissance, il leur offre un voyage dans un très ancien vaisseau spatial, le XB27, qui avait ramené Valérian, accompagné de Laureline, de l'an mil. Ce voyage les ramène dans le Paris du XXe siècle mais… ayant fortement rajeuni. 
Retombés en enfance, Valérian et Laureline sont adoptés par Monsieur Albert.